# Clejani, Giurgiu
Clejani este satul de reședință al comunei cu același nume din județul Giurgiu, Muntenia, România.
Aici se află biserica purtând hramul Sfinții Arhangheli Mihail și Gavril, construită în stil gotic pentru a cinsti trecutul de luptă împotriva turcilor și amintirea bătăliei date de Radu de la Afumați, la 1522, chiar la Clejani, pe apa Neajlovului.